# Beat 'Em Up
Beat 'Em Up je sólové studiové album amerického zpěváka Iggyho Popa. Vydáno bylo 18. června roku 2001 a jeho producentem byl sám Iggy Pop. Nahráno bylo ve studiu Hit Factory Criteria Studios v Miami. Autorem ilustrace na obalu alba je výtvarník Todd James.

## Seznam skladeb
| Pořadí | Název             | Délka |
| ------ | ----------------- | ----- |
| 1.     | Mask              | 2:53  |
| 2.     | L.O.S.T.          | 3:27  |
| 3.     | Howl              | 5:05  |
| 4.     | Football          | 3:52  |
| 5.     | Savior            | 4:36  |
| 6.     | Beat Em Up        | 4:25  |
| 7.     | Talking Snake     | 4:28  |
| 8.     | The Jerk          | 3:43  |
| 9.     | Death Is Certain  | 4:38  |
| 10.    | Go for the Throat | 3:56  |
| 11.    | Weasels           | 2:59  |
| 12.    | Drink New Blood   | 4:33  |
| 13.    | It's All Sh*t     | 4:57  |
| 14.    | Ugliness          | 5:36  |
| 15.    | V.I.P.            | 6:58  |

## Obsazení
- Iggy Pop – zpěv
- Whitey Kirst – kytara
- Pete Marshall – kytara
- Alex Kirst – bicí
- Lloyd „Mooseman“ Roberts – baskytara
- Danny Kadar – theremin
- Pete Marshall – kytara